# Langur d'Indoxina
El langur d'Indoxina (Trachypithecus germaini) és una espècie de primat de la família dels cercopitècids. Viu al Vietnam, Laos, Cambodja, Tailàndia i Myanmar. El seu hàbitat natural són els boscos de plana, especialment els boscos perennes i semiperennes, caducifolis mixtos, riberencs i de galeria. Està amenaçat per la caça, el tràfic il·legal d'animals exòtics i la pèrdua d'hàbitat.
En el passat se'l classificava com a subespècie del langur argentat (T. cristatus).